# Barcelona Ladies Open
Barcelona Ladies Open este un turneu de tenis feminin din circuitul WTA.

## Simplu

### Rezultatele anterioare
| An   | Câștigătoare        | Finalistă                     | Rezultat    |
| ---- | ------------------- | ----------------------------- | ----------- |
| 2003 | Marta Fraga         | Ana Ivanovic                  | 6-4 5-7 6-4 |
| 2004 | Laura Pous          | Tsvetana Pironkova            | 4-6 7-5 6-2 |
| 2005 | Katerina Bohomova   | María Antonia Sánchez Lorenzo | 3-6 6-3 7-5 |
| 2006 | Tathiana Garbin     | Ekaterina Ivanova             | 6-3 7-5     |
| 2007 | Meghann Shaughnessy | Edina Gallovits               | 6-3 6-2     |
| 2008 | Maria Kirilenko     | Maria José Martínez           | 6-0 6-2     |
| 2009 | Roberta Vinci       | Maria Kirilenko               | 6-0 6-4     |
| 2010 | Francesca Schiavone | Roberta Vinci                 | 6-1 6-1     |
| 2011 | Roberta Vinci       | Lucie Hradecka                | 4-6 6-2 6-2 |

## Dublu

### Rezultatele anterioare
| An   | Câștigători                                   | Finaliști                                              | Rezultat         |
| ---- | --------------------------------------------- | ------------------------------------------------------ | ---------------- |
| 2003 | Marta Fraga Adriana González                  | Nuria Puig Juli Vakulenko                              | 6-3 6-3          |
| 2004 | Lourdes Dominguez Format:Bandera Laura Pous   | Nina Bratchikova Ekaterina Kozhokina                   | 6-4 7-6          |
| 2005 | Lourdes Dominguez María Antonia Sánchez       | Conchita Martínez Granados María José Martínez Sánchez | 7-5 6-7 7-6      |
| 2006 | Klaudia Jans Alicja Rosolowska                | Edina Gallovits Vanessa Henke                          | 6-1 6-2          |
| 2007 | Nuria Llagostera Format:Bandera Arantxa Parra | Lourdes Domínguez Flavia Pennetta                      | 7-6(3) 2-6 12-10 |
| 2008 | Lourdes Domínguez Arantxa Parra               | Nuria Llagostera María José Martínez Sánchez           | 4-6 7-5 10-4     |
| 2009 | Nuria Llagostera María José Martínez          | Sorana Cirstea Andreja Klepač                          | 3-6 6-2 10-8     |
| 2010 | Sara Errani Roberta Vinci                     | Timea Bacsinszky Tathiana Garbin                       | 6-1 3-6 10-2     |
| 2011 | Iveta Benesova Barbora Zahlavova-Strycova     | Natalie Grandin Vladimira Uhlirova                     | 5-7 6-4 11-9     |